# Friedrich Theodosius Müller
Friedrich Theodosius Müller (* 10. September 1716 in Ilmenau; † 13. März 1766 in Jena) war ein deutscher lutherischer Geistlicher und Theologe. 

## Leben
Müller war Sohn des Superintendenten von Ilmenau. Er besuchte ab 1729 unter dem Rektor Gottfried Polycarp Müller das Gymnasium Zittau, bevor er 1735 an der Universität Jena immatrikuliert wurde. Dort studierte er zunächst Philosophie, dann Theologie. Daneben widmete er sich dem Studium der Rechtswissenschaft. 1739 erhielt er an der Universität den Magistergrad, anschließend begann er in Jena Vorlesungen über die hebräische Sprache und das Alte Testament zu halten.
Müller wurde 1742 zum Diaconus an der Stadtkirche Jena ernannt, 1745 außerdem Adjunkt der Philosophischen Fakultät der Hochschule in Jena. 1754 nahm man ihn als Assessor ins herzogliche Konsistorium auf. Er wurde 1755 mit der Dissertation Diss. inaug. theol. quae arborem cognitionis boni et mali cum arbore vitae collatam von der Theologischen Fakultät in Jena zum Dr. theol. promoviert. 1761 nahm Müller einen Ruf als Professor der Theologie an die Theologische Fakultät der Universität Jena an. 1765 erhielt er das Amt des Archidiakons von Jena. Bereits im darauffolgenden Jahr starb er.

## Werke (Auswahl)
- Particulas Hebraeorum Esse Nomina, Heller, Jena 1740.
- Theoria accentuum apud Ebraeos , Cröker, Jena 1745.
- Systematische Abhandlung des Theologischen Lehrsazzes von der Kraft der geoffenbarten Wahrheiten über die Sele des Menschen, Gollner, Jena 1751.
- Die Pflicht des Geistlichen Redners in ihrem ganzen Umfang, Gollner, Jena 1752.
- Wohlgemeintes Hirtenschreiben an ein Evangelisches Zion in Jena an die theuerste Gemeine des Herrn allhier bei Gelegenheit des zweiten akademischen Jubel Festes, Gollner, Jena 1758.
- Vortrag im Hause des Herrn nachdem es durch einen doppelten Wetterstrahl war erschüttert und beschädiget worden, Gollner, Jena 1761.
- Beurtheilung der scheinbaren Einwendung, die von der vorläufigen Erwänung der ißraelittischen Könige I B.M. 36, 31 gegen den wahren Verfasser der mosaischen Schriften her entlehnet ist, Gollner, Jena 1764.